# 교수인형
《교수인형》(絞首人形)은 팀 겟네임(Team Getname) 중 아루아니(Aruani)와 칸비(Carnby)가 2006년 말에 연재를 시작한 웹툰이다. 데뷔작으로 네이버의 나도 만화가에서 연재를 시작했으나 2008년 미디어다음 만화속세상에서 스토리가 조금 바뀐 상태로 연재가 종료되었다. 데뷔작이 2006년에 만들어졌으므로 2006년을 배경으로 하고 있다.

## 등장인물
- 마준철 (24)

| 키                   | 169cm                                                                          |
| 몸무게               | 61kg                                                                           |
| 혈액형               | B형                                                                            |
| 취미                 | 해킹(초보), 사진찍기(심령사진 위주), 독서(주로 미스테리관련서적), 탁구(프로급) |
| 가장 아끼는 것       | 청계천 시장에서 우연히 구입한 ‘대우주 호흡법’ 고서적                           |
| 가장 싫어하는 것     | 해산물                                                                         |
| 좋아하는 남자 연예인 | 에드워드 노튼(해외), 백윤식(국내)                                              |
| 좋아하는 여자 연예인 | 시고니 위버(해외), 이나영(국내)                                                |
| 좋아하는 동물        | 고슴도치                                                                       |
| 좌우명               | 지금 당장 죽어도 후회하지 않을 인생을 살자.                                    |

- 주태일 (24)

| 키                   | 172cm                                                          |
| 몸무게               | 62kg                                                           |
| 혈액형               | AB형                                                           |
| 취미                 | 공부(전공)                                                     |
| 가장 아끼는 것       | 어릴때 처음으로 크리스마스에 선물 받은 ‘신부님 우리 신부님’ 책 |
| 가장 싫어하는 것     | ‘대우주 호흡법’                                                |
| 좋아하는 남자 연예인 | 크리스천 베일(해외), 설경구(국내)                              |
| 좋아하는 여자 연예인 | 기네스 펠트로우(해외), 이영은(국내)                            |
| 좋아하는 동물        | 강아지                                                         |
| 좌우명               | 노력하는 자에게 길은 열린다.                                   |

- 붉은 KKK

| 12세의 주태일이다. 1994년 이후 기억을 상실했다. |                                 |
| 키                                              | 154cm                           |
| 몸무게                                          | 41kg                            |
| 가장 싫어하는 것                                | 이 세상에 수많은 죽어야 할 자들 |
| 좌우명                                          | 죽을 놈들 투성이다.             |

- 김동수 (26)

| 키                   | 178cm                                            |
| 몸무게               | 73kg                                             |
| 혈액형               | O형                                              |
| 취미                 | 잡지 모으기, 어쿠스틱 기타 연주, 마라톤·주기하기 |
| 가장 아끼는 것       | 고향의 첫사랑 순심이가 준 차돌 목걸이            |
| 가장 싫어하는 것     | 불량 고등학생                                    |
| 좋아하는 남자 연예인 | 브루스 윌리스(해외), 차승원(국내)                |
| 좋아하는 여자 연예인 | 채연(국내)                                       |
| 좋아하는 동물        | 돼지                                             |
| 좌우명               | 내일은 배고파도 내일모레는 배 안 고프겠지.       |

## 같이 보기
- 팀 겟네임
- 우월한 하루
- 멜로홀릭